# Fleischsalat

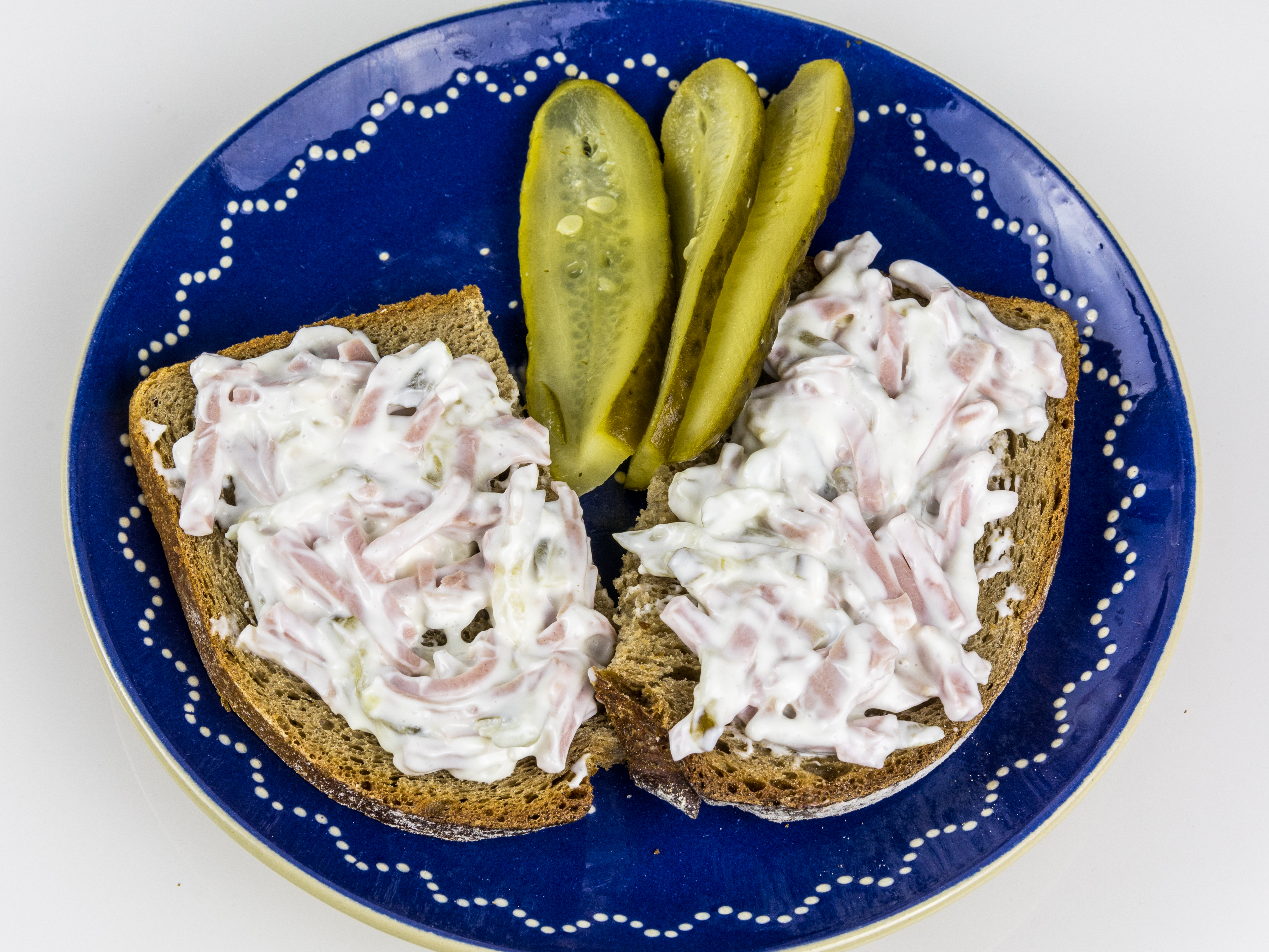
Fleischsalat auf Graubrot mit saurer Gurke (industriell hergestellter Delikatessfleischsalat, Fleischwurstanteil 40 %, weitere Zutaten: Mayonnaise, Gurke)

Fleischsalat ist ein Salat aus in dünne Streifen geschnittenem gekochtem oder gebratenem Fleisch oder Lyoner, der je nach Rezept mit verschiedenen Zutaten wie Gewürzgurken und Gemüse, Zwiebeln, Gewürzen, saurer Sahne, Mayonnaise oder Vinaigrette angemacht wird. Bei industriell hergestelltem Fleischsalat wird auch Brät verwendet.

## Industriell hergestellter Fleischsalat
In Deutschland wird als Fleischsalat meist eine Variante aus streifig geschnittener Fleischsalatgrundlage (bei hochwertigeren Produkten Brühwurst), Gewürzgurken und Mayonnaise angeboten, die vor allem industriell hergestellt wird. Durch das Schneiden der Fleischsalatgrundlage oder Wurst in etwa 3 mm breite Streifen erhalten diese eine große Oberfläche, was die Aufnahme der Gewürze erleichtert. 
Nach den Leitsätzen des Deutschen Lebensmittelbuches soll im Handel erhältlicher Fleischsalat mindestens zu 25 Prozent aus Fleisch, Fleischsalatgrundlage oder Brühwurst, Mayonnaise und bis zu 25 Prozent Gewürzgurken bestehen. Liegt der Fleischanteil bei mindestens einem Drittel, darf er „Delikatess-Fleischsalat“ oder „feiner Fleischsalat“ genannt werden. „Rindfleischsalat“ enthält mindestens 20 Prozent gegartes Rindfleisch.
Verwandte Gerichte sind Ochsenmaulsalat und Wurstsalat.